# Julius Skutnabb
Julius Ferninand Skutnabb (Hèlsinki, Gran Ducat de Finlàndia 1889 - íd. 1965) fou un bomber i patinador de velocitat sobre gel finlandès que va triomfar durant la dècada del 1920.

## Biografia
Va néixer el 12 de juny de 1889 a la ciutat de Hèlsinki, en aquells moments capital del Gran Ducat de Finlàndia i avui en dia capital de Finlàndia.

## Carrera esportiva
Va iniciar la seva carrera esportiva l'any 1914 al Campionat del Món de patinatge de velocitat disputat a Oslo, però la seva carrera esportiva es veié malmesa per l'esclat de la Primera Guerra Mundial. El 1914, 1916 i 1917 es convertí en campió nacional del seu país, i en el Mundial de l'any 1924 disputat a Hèlsinki aconseguí la medalla de bronze.
En els Jocs Olímpics d'Hivern de 1924 disputats a Chamonix (França) Skutnabb participà en les cinc proves de patinatge de velocitat sobre gel disputades, aconseguint finalitzar desè en la prova de 500.m, quart en la prova de 1.000 m., tercer en la prova de combinada, segon en la prova de 5.000 m. i primer en la prova de 10.000 m.. L'any 1926 va esdevenir campió d'Europa de patinatge de velocitat i en els Jocs Olímpics d'Hivern de 1928 realitzats a Sankt Moritz (Suïssa) participà en la prova de 5.000 m., finalitzant novament en segona posició.